# JAK Medlemsbank
JAK Medlemsbank — шведский банк. Организационно представляет собой кооператив, то есть банк на равных паях, которым владеют все его члены. Расположен в Шёвде.
JAK — это аббревиатура от Jord Arbete Kapital, или «Земельно-трудовой капитал». На 2008 год количество членов банка составляло порядка 36 000 человек. Все они — владельцы банка — определяют его политику и работу. Ежегодно всеми членами банка избирается Совет директоров, но директорам не позволено иметь больше одного пая. Так же как и в исламском банкинге члены банка «JAK» не облагают долговое обязательство (заём) ссудным процентом. Вся работа банка ведётся вне финансовых рынков, поэтому сами займы этого банка представляют собой накопления его членов. К 2008 году члены банка накопили 97 миллионов евро, из которых 86 миллионов были выданы в качестве займов своим членам. Административные и текущие расходы по обеспечению работы банка оплачиваются отдельно, с помощью членских взносов, которые платит каждый член банка.

## История
Кооператив «Jord Arbejde Kapital» образован в Дании во время Великой депрессии в 1931 году. Сообщество выпускало свою собственную, быстро ставшую популярной, валюту, которую датское правительство запретило в 1933 году. В 1934 году сообщество переоформилось в сберегательно-ссудный беспроцентный кооператив на основе взаимного обмена. И хотя и это сообщество было тоже законодательно запрещено, сберегательно-ссудная беспроцентная система была возрождена в 1944 году.
Эксперименты в банковском деле по формуле «JAK» в Дании вдохновили в 1965 году группу соседей-шведов организовать свой собственный «JAK» (Riksforening for Ekonomisk Frigorelse — Национальную ассоциацию по экономическому освобождению). Эта группа разработала математически корректную систему ссуд и сбережений, основанную на «зарабатывании» очков, назвав её «сбалансированной системой накоплений». Ассоциация росла очень медленно. А банковскую лицензию получила от финансового департамента Швеции и вовсе лишь в конце 1997 года.

## Принципы бизнеса
Члены «JAK Medlemsbank» полагают, что экономическая нестабильность является результатом наличия ссудного процента на заемные средства.
Основные их взгляды на ссудный процент таковы:
- Наличие ссудного процента разрушительно влияет на экономику.
- Наличие ссудного процента является причиной экономических кризисов, безработицы, инфляции и наносит вред окружающей среде посредством патологического роста отдельных отраслей экономики.
- Наличие ссудного процента способствует перемещению денег от более бедных к более богатым слоям населения.
- Наличие ссудного процента стимулирует вложение средств в проекты приносящие высокую прибыль в краткосрочном периоде.

Конечная цель членов «JAK Medlemsbank» состоит в отмене ссудного процента как экономического инструмента и заменой его более совершенным, отвечающим, по их мнению, интересам большинства народа. Начальная цель состоит в создании финансового инструмента, позволяющего членам «JAK Medlemsbank» обслуживать интересы местной экономики, не нанося при этом вред окружающей среде.
Многие идеи JAK пересекаются с идеями немецкого экономиста Сильвио Гезелля о свободной экономике и свободных деньгах.
Ведение банкинга а-ля «JAK» стало возможным с помощью так называемой системы набора очков за денежные накопления, положенные в банк: члены банка набирают с течением времени эти очки (больше очков тем, кто дольше держит свои накопления в банке), а затем они могут использовать эти очки, запросив у банка ссуду. Главной идеей в этой схеме является то, что человек может взять ссуду на равных условиях с другими людьми.
Именно по этой причине взять ссуду член банка может, лишь накопив определённое количество очков за уже сделанные им ранее денежные накопления, причём накопленные им «сберегательные» очки должны быть равны так называемым «ссудным» очкам, иначе говоря, если 10 очков даётся за накопления 100 евро в течение года (без изъятий), то и ссуду можно получить лишь на 100 евро, которые надо отдать в течение года же. Это сделано для поддержания баланса между количеством накоплений и выданных ссуд.
Если член банка берёт ссуду на большее количество очков, чем он «заработал», то он обязан продолжать «зарабатывать» сберегательные очки после отдачи ссуды. «Послесберегательные» очки — это определённая сумма денег, которую член банка, даже отдав ссуду, должен всё равно накопить, чтобы «закрыть» свой «долг» по очкам. Таким вот образом, после окончания срока ссуды и её возврата, все сберегательные очки будут равны всем ссудным очкам.

## Реклама и маркетинг
Маркетинг для «JAK Medlemsbank» делается в основном его участниками на добровольной основе при помощи так называемой «устной рекламы», то есть на основе личного общения. Около 550 добровольцев организованых в 28 ветвей в различных районах Швеции распространяют идею JAK банкинга и привлекают новых участников. Вклады принимаются и ссуды выдаются в шведских кронах. Заклады, либо поручительство по займам могут предоставляться только если собственник или поручитель являются гражданами Швеции. Также обязательно быть гражданином Швеции, что бы иметь право на получение ссуды.
Сбережения участников застрахованы гарантиями шведской банковской системы.